# Aranka (keresztnév)
Az Aranka női név az arany szó kicsinyítőképzős származéka, amit az Aurélia magyarítására hoztak létre 1840 körül.

## Rokon nevek
Arany, Aranyka, Aranyos, Ari

## Gyakorisága
Az újszülötteknek adott nevek körében az 1990-es években ritkán fordult elő. A 2000-es és a 2010-es években sem szerepelt a 100 leggyakrabban adott női név között.
A teljes népességre vonatkozóan az Aranka a 2000-es években a 63-64., a 2010-es években a 65-74. helyen szerepelt a 100 leggyakrabban viselt női név között, viselőinek száma egyre csökken.

## Névnapok
február 8., július 19., október 4., október 15., október 16., december 2.

## Híres Arankák
„Aranka” utónevű személyek szócikkeinek listája a Wikidata alapján